# Береника (дъщеря на Мариамна)
Вижте пояснителната страница за други личности с името Береника.
Береника III (Berenice, * ок. 50 г.) e дъщеря на Мариамна VI, дъщеря на Ирод Агрипа I, и на гръцкия принц Гай Юний Антиох Епифан († 92 в Атина), първият син на цар Антиох IV от Комагена.
Произлиза по майчина линия от Иродската династия и е праправнучка на Ирод Велики.
Береника живее с майка си в Александрия, която се омъжила там за алабарх Деметрий.